# FQDN
Un FQDN (sigla di Fully Qualified Domain Name) è un nome di dominio non ambiguo che specifica la posizione assoluta di un nodo all'interno della gerarchia dell'albero DNS. Per distinguere un FQDN da un nome di dominio standard si aggiunge il nome dell'host alla stringa del dominio, in modo da renderla assoluta. 

La gerarchia delle etichette (labels) in un nome di dominio completo.

Specifica tutti i livelli di dominio, incluso il dominio di primo livello e la zona radice (root zone). Un nome a dominio pienamente qualificato si distingue per la sua mancanza di ambiguità: può essere interpretato in un solo modo. Di solito è costituito da un nome host e da almeno un dominio di livello superiore (etichetta o label) separati dal simbolo "." e termina sempre nel dominio di primo livello.
Il dominio radice DNS è senza nome, che è espresso da un'etichetta vuota nella gerarchia DNS, risultando in un nome di dominio completo che termina con il dominio di primo livello. Tuttavia, in alcuni casi è richiesto il carattere punto (punto) alla fine del nome di dominio completo.
A differenza di un nome di dominio completamente specificato (FQDN), un nome di dominio che non include il percorso completo delle etichette fino alla radice DNS viene spesso chiamato nome di dominio parzialmente specificato (Partially Qualified Domain Name).
Per esempio, dato un host con il nome "miopc" e un dominio "miodominio.it", l'FQDN è "miopc.miodominio.it.".

## Sintassi
Un nome di dominio completo è costituito da un elenco di etichette di dominio che rappresentano la gerarchia dal livello più basso rilevante nel DNS al dominio di primo livello (TLD). Le etichette dominio sono concatenati con il carattere "punto fermo" “.” (dot o periodo) come separatore tra le etichette.

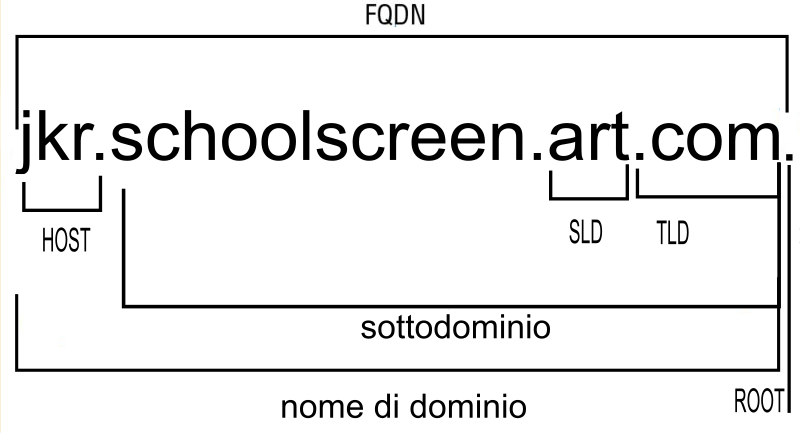
Schema FQDN e nome di dominio completo

La radice DNS è senza nome, espressa come etichetta vuota terminata dal punto. Ciò è particolarmente evidente nei file di zona DNS in cui è necessario specificare un nome di dominio completo con un punto finale. Ad esempio, somehost.example.com.specifica esplicitamente un nome di dominio assoluto che termina con l'etichetta di dominio di primo livello vuota.

### Esempio
Un dispositivo con il nome host myhostnel dominio padreexample.comha il nome di dominio completo myhost.example.com. Il nome myhostdi dominio completo distingue in modo univoco il dispositivo da qualsiasi altro host chiamato con altri domini.

## Risoluzione
Molti resolver DNS elaborano un nome di dominio che contiene un punto in qualsiasi posizione come completamente qualificato o aggiungono il punto finale necessario per la radice dell'albero DNS. I resolver elaborano un nome di dominio senza punti come non qualificato e aggiungono automaticamente il nome di dominio predefinito del sistema e il punto finale. Tuttavia, il pacchetto DNS non ha punti, utilizza la lunghezza del dominio come separatore e termina con 0x00.
Alcune applicazioni, come i browser Web, tentano di risolvere la parte del nome di dominio di un URL (Uniform Resource Locator) se il resolver non riesce a trovare il dominio specificato o se chiaramente non è completamente qualificato aggiungendo domini di primo livello usati di frequente e testando il risultato. Alcune applicazioni, tuttavia, non utilizzano mai punti finali per indicare l'assolutezza, poiché i protocolli sottostanti richiedono l'uso di FQDN, come il Simple Mail Transfer Protocol (SMTP).

## Nome di dominio parzialmente qualificato
Un nome di dominio parzialmente qualificato non include tutte le etichette alla radice DNS. Tale nome è anche noto come nome di dominio relativo. I nomi di dominio relativi sono spesso semplicemente nomi di host, ovvero l'etichetta più a sinistra in un nome completo.